# Saint-Fraimbault-de-Prières
Saint-Fraimbault-de-Prières – miejscowość i gmina we Francji, w regionie Kraj Loary, w departamencie Mayenne.
Według danych na rok 1990 gminę zamieszkiwało 750 osób, a gęstość zaludnienia wynosiła 45 osób/km² (wśród 1504 gmin Kraju Loary Saint-Fraimbault-de-Prières plasuje się na 697. miejscu pod względem liczby ludności, natomiast pod względem powierzchni na miejscu 705.).